# Amaka Igwe
Amaka Igwe, née Amaka Isaac-Ene le 2 janvier 1954 et morte le 28 avril 2014, est une productrice, réalisatrice, entrepreneure et dirigeante de station de radio nigériane. Elle a fondé BoB TV Expo et a été directrice générale de Top Radio 90.9 Lagos, Amaka Igwe Studios et Q Entertainment Networks. Elle a notamment produit et réalisé les séries télévisées à succès Checkmate et Fuji House of Commotion, et les films de Nollywood RattleSnake et Violated. 

## Biographie
Amaka Isaac-Ene est né le 2 janvier 1954. Elle étudie à la All Saints School (aujourd’hui Trans Ekulu Primary School), à la Girls High School Awkunanaw d’Enugu et à l’Idia College à Benin City, capitale de l’État d’Edo. Elle fait ensuite des études d’éducation et religion à l’université d’Ife (aujourd’hui université Obafemi-Awolowo) et obtient un master à l’université d’Ibadan.
Elle produit des séries télévisées à succès dont notamment Checkmate et Fuji House of Commotion.
Elle produit aussi des films directement tournés pour la vidéo dont certains se vendent à plus de 300 000 exemplaires.
Elle a épousé Charles Igwe en avril 1993, un ancien banquier devenu producteur avec qui elle a trois enfants : Ruby, David et Daniel.
Elle décède en 2014 des complications d'une crise d’asthme.